# La máquina voladora (cuento de Ray Bradbury)
La máquina voladora (título original en inglés: The Flying Machine) es un relato corto del escritor estadounidense Ray Bradbury.
Fue publicado originalmente en la antología Las doradas manzanas del sol  (1953) y volvió a aparecer en Twice Twenty-two	(1966) y S for Space (1968).

## Argumento
En el año 400, en China un hombre inventa un artilugio con el que puede volar. El emperador, informado por un súbdito, acude incrédulo a comprobar la veracidad de la noticia.

## Adaptaciones
Bradbury también escribió una versión para la escena en un acto para tres personajes: The Flying Machine.
En marzo de 1954, apareció una adaptación al cómic de The Flying Machine  a cargo de Albert Feldstein y dibujos de Bernie Krigstein en el número 23 de Weird Science-Fantasy de la editorial EC Comics.
Existe un cortometraje estadounidense adaptado del cuento y dirigido por Bernard Selling titulado The Flying Machine (1979).